# 藤田知美 (弁護士)
藤田知美（ふじた ともみ、1980年11月4日 - ）は日本の弁護士。京都大学大学院法学研究科法曹養成専攻（法科大学院）非常勤講師、日本ライセンス協会副会長。

## 来歴
小学生の頃に法廷ドラマを見たことが法曹の世界を知るきっかけとなり、その後自分で弁護士や裁判官の仕事について本で調べ、興味を持った。「七人の女弁護士」（賀来千香子主演版）で女性が弁護士の資格を持ち、仕事している姿に刺激を受け、法曹を目指す。中学時代は高校受験直前の12月まで生徒会役員をしており、疲れていても時間がなくても、短時間で集中して勉強する習慣や、根性が身についたような気がしたという。1996年 香川県立高松高等学校に入学。中学・高校ではバスケットボール部に所属。1999年 香川県立高松高等学校卒業。京都大学法学部に入学。京大法学部ではテニスサークルに所属。京大法学部4年次に司法試験に合格。2003年3月 京都大学法学部卒業。修習中に裁判官も考えていたが、裁判以外の仕事ができる弁護士に魅力を感じ、弁護士を選択する。2004年10月 北浜法律事務所に入所。2012年1月 31歳でパートナーとなり、飯島歩弁護士とともに知的財産チームのパートナーを務めた。2016年4月 弁護士法人イノベンティアにパートナーとして入所。

## 職歴
- 1999年3月：香川県立高松高等学校。
- 2002年：司法試験に合格。
- 2003年3月：京都大学法学部卒業。
- 2004年4月：弁護士登録（大阪弁護士会）[2]。
- 2004年10月：北浜法律事務所に入所。アソシエイト。
- 2012年1月：北浜法律事務所パートナー。
- 2016年4月：弁護士法人イノベンティアパートナー。
- 2018年4月：京都大学大学院法学研究科法曹養成専攻（法科大学院）非常勤講師（民事弁護実務演習）[3]。
- 2019年6月：（株）タクマ社外取締役（監査等委員）。
- 2019年6月27日：太陽誘電（株）社外監査役[4]。
- 2020年4月：日本ライセンス協会副会長。

## 著書
- （弁護士法人イノベンティア）『英和対訳 ソフトウェアライセンス契約の実務』（商事法務、2021年2月）
- （北浜法律事務所、トーマツ）『知的財産部員のための知財ファイナンス入門』（経済産業調査会、2007年3月）